# Приволжский (аэродром)
Приволжский — крупный военный аэродром вблизи г. Астрахани (Астрахань-46). Расположен на северо-западной окраине города, в 16 км от аэропорта Астрахань. Жилмассив авиаторов находится в Трусовском районе г. Астрахани — «Военный Городок», служебные помещения гарнизона (т.н. «база учебного центра») расположена в полутора километрах юго-восточнее лётного поля.
По состоянию на 2020 год на аэродроме базируются 116-й Учебный Центр Боевого Применения ВВС РФ на самолётах МиГ-29.
Позывной Подход 128.5 МГц «Таганка»

## История
Точная дата постройки полевого аэродрома «Приволжье» достоверно не известна и требует уточнения.
В августе 1956 года на этот аэродром был переведён для постоянной дислокации 393-й гвардейский истребительный авиационный Барановичский Краснознамённый ордена Суворова 3-й степени полк. На вооружении полка были самолёты Су-9.
В апреле 1960 года на аэродром перебазирован 228-й смешанный (учебный) авиационный полк, в дальнейшем преобразованный в 116-й Центр боевого применения авиации ПВО. Основной задачей данного формирования являлось обеспечение проведения боевых стрельб авиацией ПВО страны. Также для данных задач на аэродроме были  развёрнуты: авиационная эскадрилья беспилотных радиоуправляемых мишеней и транспортная вертолётная эскадрилья.
В 1963 году на аэродроме была построена первая бетонная взлётно-посадочная полоса.
До 1979 являлся аэродромом совместного базирования, имел название «Приволжье» (индекс УРВП) и использовался как гражданский аэропорт города Астрахани: отсюда выполнялись пассажирские рейсы в Москву, Куйбышев, Свердловск и другие города СССР.
Аэродром был полностью реконструирован Спецстроем, работы закончены в первой половине 2016 года.

## Краткая история 116-го УЦБПА
6 ноября 1958 года на аэродроме г. Моздок был сформирован 228-й смешанный авиационный полк. Основными задачами полка являлось обеспечение боевой работы на полигоне «Ашулук», а также обучение личного состава авиационных частей боевому применению по воздушным целям. На вооружение части поступили вертолеты Ми-4, самолеты Ан-2, Ли-2, Ту-4 и несколько истребителей УТИ МиГ-15. В конце апреля 1960 года полк перебазировался в Астрахань на полевой аэродром Приволжье. На аэродроме началось строительство инфраструктуры и капитальных объектов, первоочередной задачей было строительство бетонной ВПП под Ту-4. В дальнейшем полк был преобразован в 116-й Учебный Центр Боевого Применения Авиации (в/ч 28025), включающий три лётных подразделения: две истребительные эскадрильи и одна транспортная. На вооружении были истребители-перехватчики Як-25, Як-28П, МиГ-19 и МиГ-21; вертолеты Ми-6 и Ми-8, транспортные самолеты Ан-14 и Ил-14, фронтовые бомбардировщики Ил-28. В сентябре 1978 года из состава Центра была исключена смешанная эскадрилья транспортных и бомбардировочных самолетов и введена отдельная истребительная эскадрилья на МиГ-23М. В восьмидесятых годах Центр эксплуатировал два типа истребителей: первая эскадрилья — на МиГ-21бис, а вторая и третья — на МиГ-23МЛД. Также на аэродроме были следующие части обеспечения: 421 АТБ в/ч 15535, ??-й ОБС РТО в/ч 03188, ??-й СВАРМ в/ч 28288, ??-й батальон РТВ в/ч 93517.
Помимо ежегодной проверки на базе Центра частей АПВО, здесь проходили подготовку и переподготовку слушатели из Чехословакии, Венгрии, Югославии, Польши, Болгарии, Кубы, Вьетнама, Южного Йемена, Албании и других стран, дружественных СССР и эксплуатировавших советскую технику.
Из-за возросшего объёма работы в Центре, было принято решение освободить аэродром Приволжский от эксплуатации «Аэрофлотом», и в конце 70-х годов на южной окраине города началось расширение гражданского аэропорта местных воздушных линий «Нариманово» (сейчас это международный аэропорт «Астрахань»).
В 1989 году личный состав Центра начал переучиваться на МиГ-29, первые самолёты поступили в мае, и к концу года 3-я АЭ была полностью ими укомплектована, однако уже через полтора года все МиГ-29 были перегнаны в Красноводск (16-й Уч. Центр Авиации ПВО). В связи с распадом СССР и последовавшей за этим чехардой переформирований и сокращений на 116-й Учебный Центр были дополнительно возложены функции оставшегося в независимом Туркменистане 18-го УЦБПА ПВО. В 1999 году 116-й Центр был окончательно перевооружён на МиГ-29 в двух авиационных эскадрильях, также имелась вертолётная эскадрилья на Ми-8.
В 21 веке на аэродроме Приволжский продолжает дислоцироваться 116-й учебный центр боевого применения, на вооружении самолёты МиГ-29 различных модификаций.

## Боевые авиационные части на аэродроме
- 393-й гвардейский истребительный авиационный Барановичский Краснознамённый ордена Суворова 3-й степени полк (в/ч 13685) перебазирован из г. Донецка на аэродром Приволжский в 1956 году. Ранее этот полк базировался на аэродромах Восточной Германии (ГДР), в годы ВОВ был штурмовым авиаполком. На вооружении полка были истребители Су-9, Су-11, Су-15ТМ, МиГ-23МЛ/П. По состоянию на 1990 год в полку имелось 38 истребителей-перехватчиков типа МиГ-23.

В октябре 1992 года на аэродром Приволжский с аэродрома Бомбора, г. Гудаута, Республика Абхазия прибыл 529 гвардейский истребительный авиационный полк ПВО (в/ч  74545) где совместно с 393-м гвардейским истребительным авиационным полком ПВО, в результате оргмероприятий, образовал новый 209-й гвардейский истребительный авиационный Барановичский Краснознаменный ордена Суворова полк ПВО.
В связи с продолжавшимися мероприятиями по реформированию ВС России 209-й гвардейский истребительный авиационный полк ПВО 1 сентября 2001 года был перебазирован на аэродром Крымск, где объединён с 562-м истребительным авиационным полком (в/ч 15414) и переименован в 3-й гвардейский истребительный авиационный полк, а 1 декабря 2009 года объединён с другими полками в 6972-ю гвардейскую авиационную базу (первого разряда).

## Современность
С 2012 по 2016 год велась реконструкция аэродрома. Аэродром оснащен современным светосигнальным оборудованием, увеличилось количество мест для стоянок самолетов. 23 мая 2016 года открыта реконструированная взлётно-посадочная полоса. В 2016 году были получены МиГ-29СМТ.
К югу-востока от города Астрахань имеется два спортивных аэродрома — Осыпной Бугор и Три Протока.